# Schoolbank (beeld)
Schoolbank of wel Gedenksteen Sint Joannesschool is een artistiek kunstwerk in Duivendrecht.
Het werk dateert uit circa 2011 en is ontworpen naar een idee van architect Dick Albert en uitgevoerd door kunstenaarsechtpaar Marianne en Rob Wintershoven. Het is geplaatst in een plantsoentje ten noordoosten van Station Duivendrecht.
Het beeld heeft de vorm van een zitbankje, waarop al drie leerlingen in silhouetvorm hebben plaatsgenomen. Alhoewel het bankje uitnodigt om bij deze drie figuren te gaan zitten, wordt dat ten sterkste ontraden; het bankje is namelijk gemaakt van cortenstaal dat bruingeel gruis (natuurlijke roest) afgeeft. De bijnaam van het monumentje verwijst naar de gedenksteen gedateerd 22 mei 1913, die refereert aan de eerstesteenlegging bij de bouw van de Sint-Joannesschool op 13 april 1913 (steenlegging pastoor F.J. Evers, gedenksteen A.D. Timans). Die school werd in 1973 gesloopt om ruimte geven voor het genoemde spoorstation. Die steen had na de sloop van de school een reis langs diverse eigenaren binnen het dorp gemaakt.
Het kunstwerk wordt vergezeld door een infobord. Het originele ontwerp was groter en zou in brons gegoten worden. Daar waren echter de financiële middelen onvoldoende voor, vandaar werd gekozen voor een beeldje in cortenstaal. Echter in de periode van fabricage bleek de prijs voor dat metaal aanmerkelijk gestegen. Het kunstwerk werd gemaakt in Geleen (Metaal Service Dassen), waarvoor de steen tweemaal 200 kilometer moest reizen. Op 10 september 2011 (Open Monumentendag) werd het beeld onthuld, waarbij burgemeester Mieke Blankers-Kasbergen een toespraak hield.

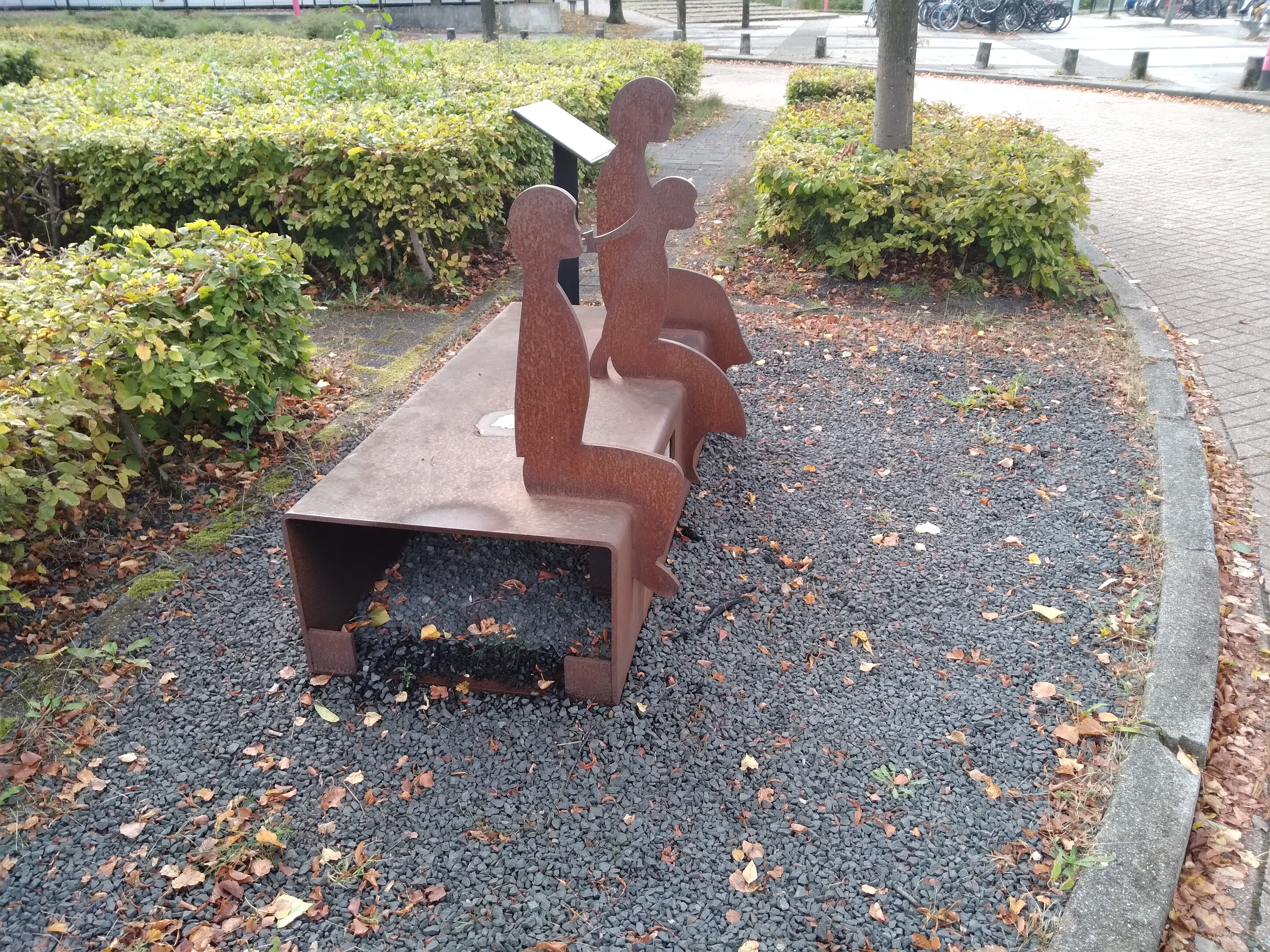
Zijaanzicht (september 2021)

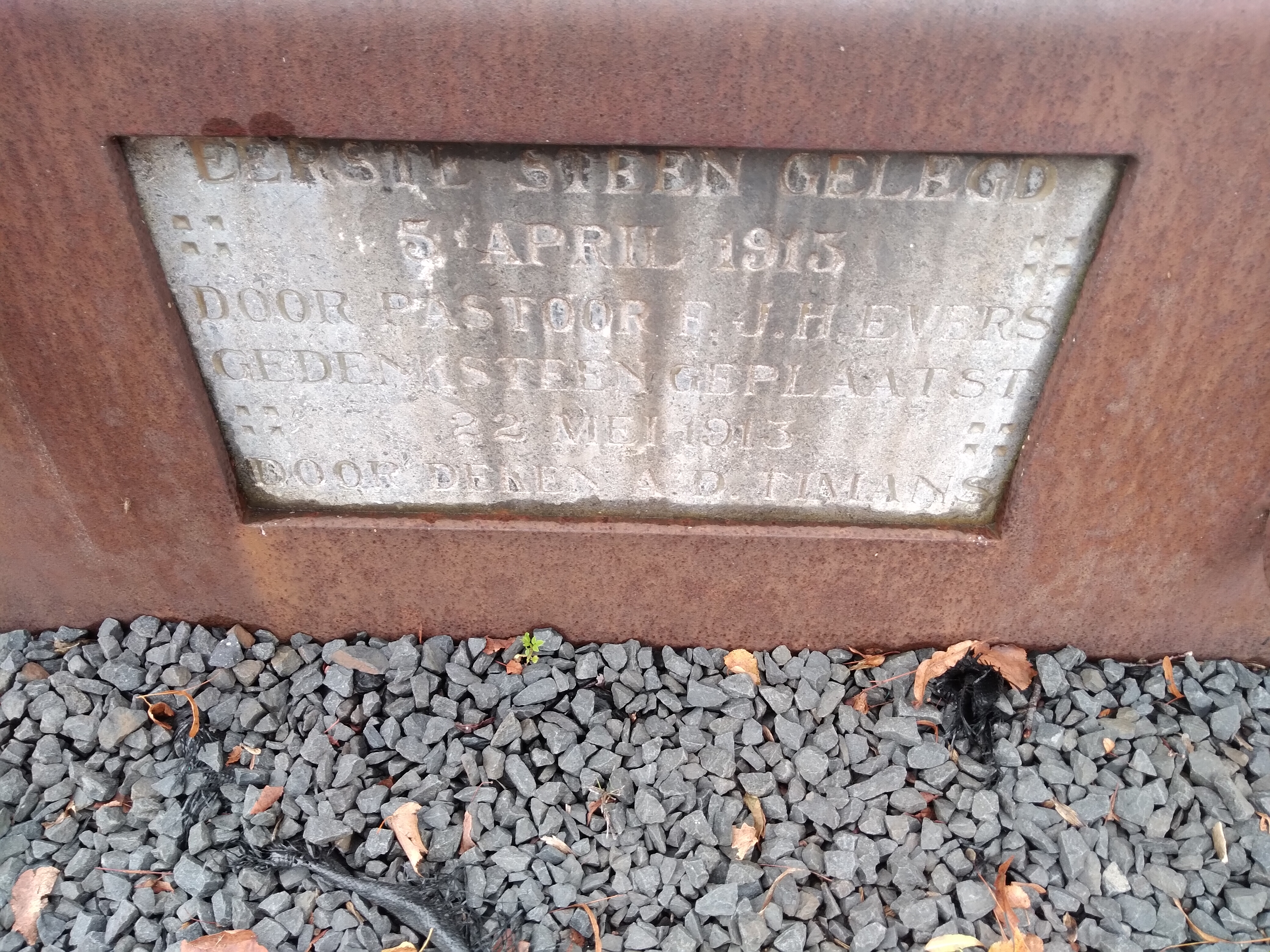
Gedenksteen (september 2021)